# Protettorato francese in Tunisia
Il Protettorato francese in Tunisia (in arabo الحماية الفرنسية في تونس‎?, al-Ḥimāya al-faransiyya fī Tūnus) fu istituito con il trattato del Bardo del 12 maggio 1881 e terminò il 20 marzo 1956.

## Storia
Nel 1878 il Congresso di Berlino sancì i diritti francesi sulla Tunisia, precedentemente dipendente dall'Impero ottomano, ormai in via di disgregazione a seguito della guerra russo-turca, visti anche come una "compensazione" per la perdita dell'Alsazia e della Lorena conseguente alla guerra franco-prussiana. L'Italia, che aveva forti interessi economici in Tunisia, si oppose ma senza successo.
Il Trattato del Bardo del 1881 costringeva quindi il bey di Tunisi a trasferire la quasi totalità dei suoi poteri nelle mani del Residente generale di Francia in Tunisia,(perché la Tunisia era ritenuta partecipe all'insolvenza) che assunse di fatto il ruolo di Governatore del Paese. La rappresentanza degli interessi tunisini all'estero era fatta propria dalla rete diplomatica francese.
Tale situazione politica permase fino all'indipendenza tunisina del 1956. Durante la seconda guerra mondiale la Tunisia rimase fedele al governo fantoccio di Vichy fino alla occupazione degli alleati nel 1943. Nel dopoguerra il movimento indipendentista, guidato da Habib Bourguiba e Salah Ben Youssef, leader del partito Neo-Dustur, divenne sempre più forte. Contrastato dai Francesi, nel 1952 passò alla lotta armata. A partire dal 1954 la posizione conciliante del primo ministro francese Pierre Mendès France favorì i negoziati, che si conclusero con il riconoscimento dell'indipendenza tunisina.